# Stazione di Helmond Brandevoort
Helmond Brandevoort, è una stazione ferroviaria secondaria passante di superficie sulla linea ferroviaria Venlo-Eindhoven nella città di Helmond, Paesi Bassi.